# Сербская королевская гвардия
Сербская королевская гвардия или просто Королевская гвардия (серб. Краљева гарда) — элитное гвардейское формирование армии Княжества Сербия, армии Королевства Сербия и Югославской королевской армии. Королевская гвардия отвечала за обеспечение безопасностии членов королевской семьи Сербии и королевского дома.
Де-факто Королевская гвардия появилась в 1830 году, однако формально она была образована 12 мая 1838 года в соответствии с указом князя Милоша Обреновича. Изначально она представляла собой кавалерийскую роту, однако с ростом численности личного состава рота была преобразована в кавалерийский эскадрон, а затем и в полк. После формирования первой пехотной роты в 1901 году она достигла размеров бригады. В 1924 году был образован артиллерийский полк в составе гвардии, и таким образом Королевская гвардия достигла размеров дивизии.
Де-факто Королевская гвардия прекратила существование в 1941 году после войны против Германии и капитуляции Королевства Югославия. Гвардейские офицеры Югославской королевской армии, которые не попали в немецкий плен, примкнули к Югославской армии на родине и в 1943 году учредили Корпус горной гвардии (он же Опленацкий корпус), известный также как Горный штаб 21А или Горная королевская гвардия.

## История

### Личная охрана Карагеоргия
Первые попытки образования гвардии или личной охраны в Сербии были предприняты во время Первого сербского восстания. В 1808 году была образована специальная группа пехотинцев, получившая название Сербской гвардии (Serves-Garde), которая охраняла здание Правительствующего совета сербского. Также был образован Сербский казачий полк (серб. Српски козачки пук) численностью 30 человек, который играл роль личной охраны вождя восставших Карагеоргия, а во главе полка стоял булюкбаша Петар Йокич.

### Княжество Сербия

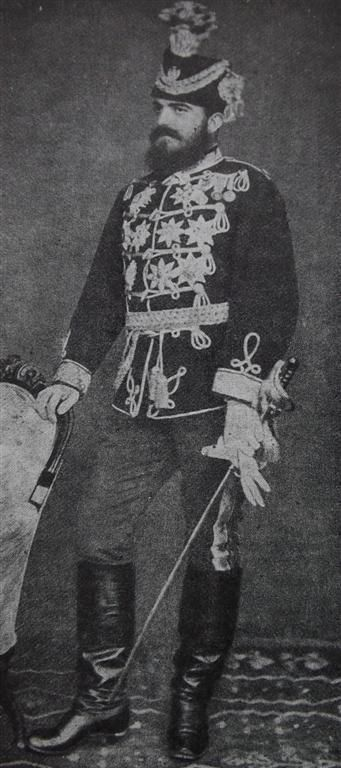
Князь Милан Обренович в униформе генерала гвардии, 1878 год (фотография из Исторический музей Сербии)

Идея о формировании гвардейских частей и личной охраны возникла в 1829 году, когда князь Милош Обренович впервые узнал о русской Лейб-гвардии, о чём тогда писал Вук Стефанович Караджич. В первой половине того же года князь обратился к нахийским старейшинам, призвав их «из общих и наиболее богатых домов, по положению и репутации, отобрать молодых людей в его охрану» (серб. из задружних и имућнијих кућа, по стасу и угледу, одаберу младиће за његову гарду). Также прозвучало особое пожелание: «Всякий отец или родственник должен считать честью принятие сына или родственника в Гвардию» (серб. Сваки отац или сродник за чест да држи, коме се син или сродник у Гарду прими). Через год князь официально объявил о намерении сформировать Гвардию.
Первый смотр будущих гвардейцев князь Милош Обренович провёл в Пожареваце в 1830 году на день святого Георгия, отобрав 73 молодых людей для дальнейшего обучения. Вскоре были сформированы первая и вторая гвардейские роты, командиром которых был назначен Тома Вучич Перишич, имевший титул главного военного сердара и шефа Княжеской гвардии. До последних дней своего существования Королевская гвардия отмечала день святого Георгия в качестве своего главного праздника, а позже эту традицию возродила в 2006 году и Гвардия Войска Сербии. 1-я рота была расквартирована в Крагуеваце, её командиром был Илия Момирович (серб. Илија Момировић); 2-я рота была расквартирована в Пожареваце, её командиром был Петко Миленкович (серб. Петко Миленковић).
В декабре того же года гвардейцы присутствовали при чтении хатишерифа османского султана Махмуда II, которое состоялось в ходе Большой народной скупщины в Белграде. В соответствии с указанным хатишерифом княжество Сербия получало автономию. Торжественные мероприятия также прошли и на Большом рынке.
Для обучения кадетов была учреждена Гвардейская школа. Утром гвардейцы обучались грамоте, а днём и до вечера проходили сугубо военное обучение. Преподавателями в школе были Илия Мандич (серб. Илија Мандић) и Мойсило Янкович (серб. Мојсило Јанковић). Кадеты в церкви приносили присягу верности своему государю (в те времена им был князь). Одним из кадетов первого созыва был Младен Жуйович, в дальнейшем полковник, градоначальник Белграда, начальник Рудникского округа, начальник Главного военного управления и член Государственного совета Сербии.
Весной 1831 года в составе гвардии появился Княжеско-сербский оркестр во главе с капельмейстером Йожефом Шлезингером. В 1832 году в Крагуеваце была построена первая гвардейская казарма, развёрнутая в батальон. В том же году был образован Княжеско-гвардейский конный эскадрон численностью 200 кавалеристов, которыми командовал капитан Константин Хранисавлевич. Командование над гвардейской кавалерией в 1834 году принял княжич Михаил Обренович.
В ходе церемонии принятия так называемого Сретенского устава в 1835 году государственное знамя выносил гвардеец Еврем Гаврилович (серб. Јеврем Гавриловић). В том же году гвардейцы сопровождали князя Милоша Обреновича во время его поездки в Стамбул.
Де-юре Королевская гвардия была образована 12 мая 1838 года после подписания указа князя Милоша Обреновича: тогда же было образовано и её командование. Данная дата изображена на гвардейском знамени, которое было специально изготовлено по этому случаю — именно тогда гвардия получила своё первое знамя. К задачам гвардии в то время относились обеспечение почётного караула, охрана усадьбы князя Милоша Обреновича, дворца княгини Любицы в Белграде, Варошских ворот и Савамалы. Их присутствие в сербской части Белграда положительно воспринималось сербами. В 1839 году гвардейцы оказывали упорное сопротивление в ходе восстания против князя Милоша: после победы уставобранителей гвардию разогнали на какое-то время.

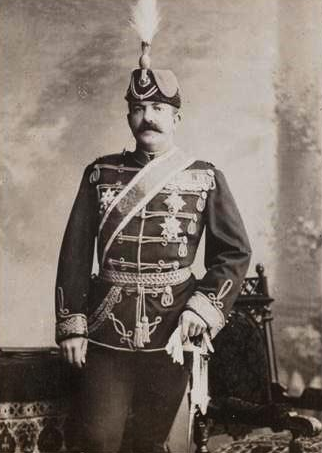
Король Милан Обренович в гвардейской униформе

Во время правления князя Александра Карагеоргиевича обязанности гвардии (охрана или сопровождение князя) исполняли регулярные части. В 1858 году после учреждения Святоандрейской скупщины князь Александр был смещён, а в страну вернулся Милош Обренович, который воссоздал гвардию для обеспечения собственной безопасности. В 1859 году для 12 гвардейцев, охранявших княжескую усадьбу, была введена первая гусарская униформа.
25 июля 1864 года князем Михаилом Обреновичем был образован Гвардейский взвод для обеспечения его личной охраны и безопасности двора. Командиром взвода был назначен лейтенант (поручик) Коста Янкович. Первым значимым появлением княжеской гвардии на публике стало участие в церемонии празднования 50-летия Таковского восстания 4 июня 1865 года. Фотограф Анастас Йованович стал первым, кто сделал фото гвардейцев в парадной униформе. Королевская гвардия сопровождала князя во время его визита в Стамбул, при выводе турецкого гарнизона из Белграда и передаче ключей от города в 1867 году. Также гвардейцы стояли в почётном карауле во время похорон князя Михаила, застреленного в 1868 году в Кошутняке.
24 февраля (8 марта) 1875 года был образован кавалерийский эскадрон в гвардии. Во время войны против Турции гвардейцы осуществляли охрану князя Милана Обреновича. Уже после окончания войны и Берлинского конгресса князь Милан был сфотографирован в униформе генерала гвардии, а фотографию разослали всем друзьям династии Обреновичей. Гвардию же признали элитным воинским формированием независимой Сербии, а служба в рядах гвардии стала считаться престижной.

### Королевство Сербия

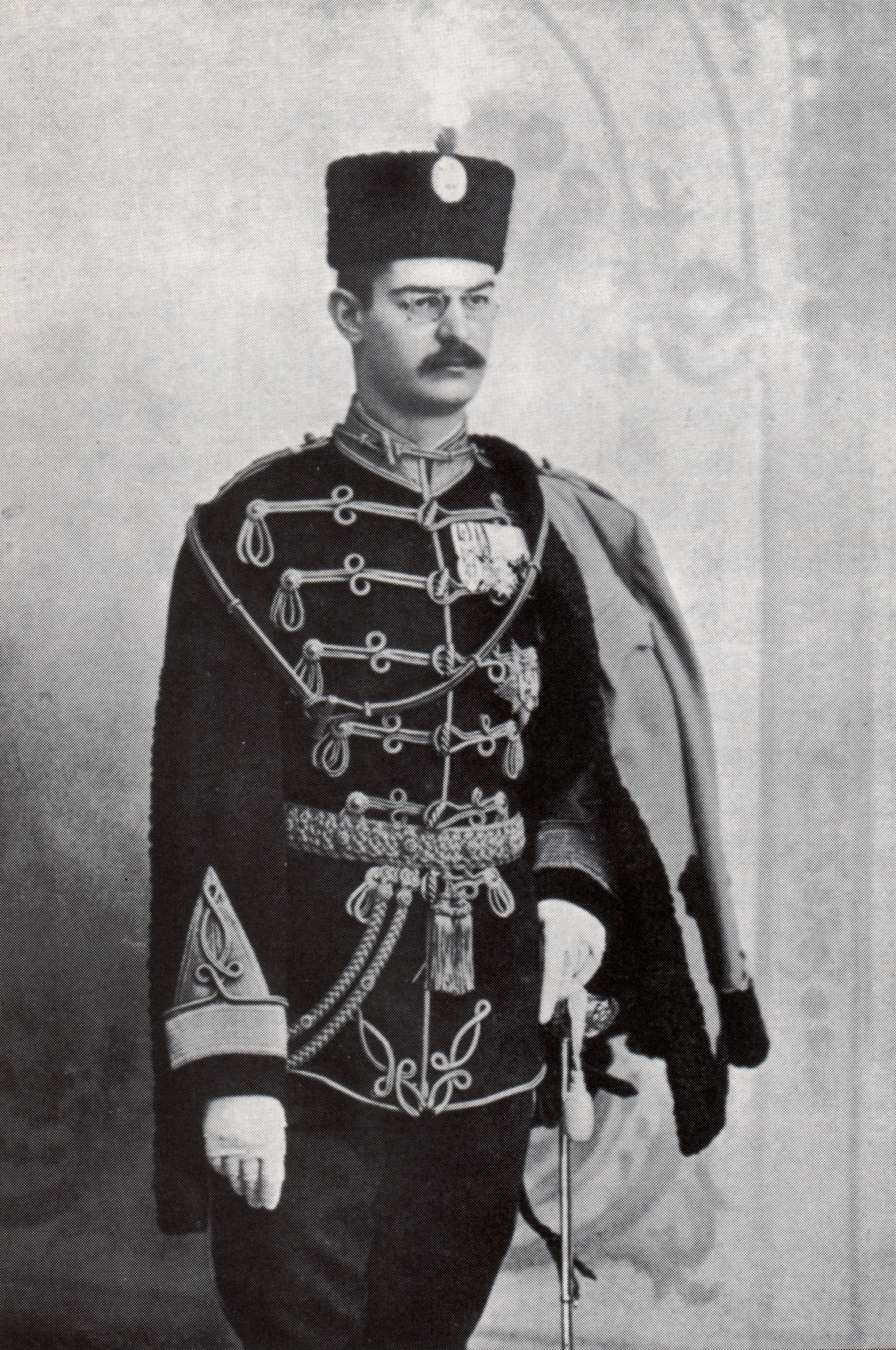
Король Александр Обренович в форме полковника гвардии. Фото Йованович, Милан (фотограф)

В марте 1882 года Сербия стала королевством: возросла численность армии и Королевской гвардии в частности. 12 февраля 1883 года гвардейский кавалерийский эскадрон окончательно получил название «Королевская гвардия». Должность командира гвардии уже занимал первый королевский адъютант, имевший звание майора или подполковника. В связи с ростом численности войск в 1893 году был сформирован гвардейский полк, а в 1901 году появилась 1-я пехотная рота Королевской гвардии.
В 1886 году во время мероприятий по случаю годовщины Таковского восстания в Верхнем городе Белградской крепости король Милан Обренович вручил 15 пехотных, 5 кавалерийских полковых знамён и знамя гвардейского эскадрона, которое получил капитан 2-го класса Михайло Кумрийич (серб. Михајло Кумријић). На гвардейском знамени был изображён лозунг «За Веру, Короля и Отечество — Королевская Гвардия» (серб. За Веру, Краља и Отачаство - Краљева Гарда). С февраля 1889 года в составе гвардии действовал резерв.
В мае 1903 года произошёл государственный переворот, в результате которого были убиты король Александр Обренович и его супруга королева Драга. После переворота обеспечение безопасности комплекса городских дворцов (туда входили Старый и Новый дворцы, здание маршальства, дворцовый парк и охранные объекты) на себя взяла дворцовая стража, составленная из бойцов гвардейской пехотной роты.
Гвардейцы играли важную роль в церемонии коронации короля Петра I Карагеоргиевича в Белграде в 1904 году, а также в охране комплекса городских дворцов. Во время обеих Балканских войн и Первой мировой войны Королевская гвардия понесла большие потери, поскольку её бойцы отправлялись на выполнение многих боевых заданий. Так, в личной охране короля Петра I Карагеоргиевича и принца Александра осталось очень мало гвардейцев во главе с командиром гвардии полковником Петром Живковичем.

### Королевство Югославия

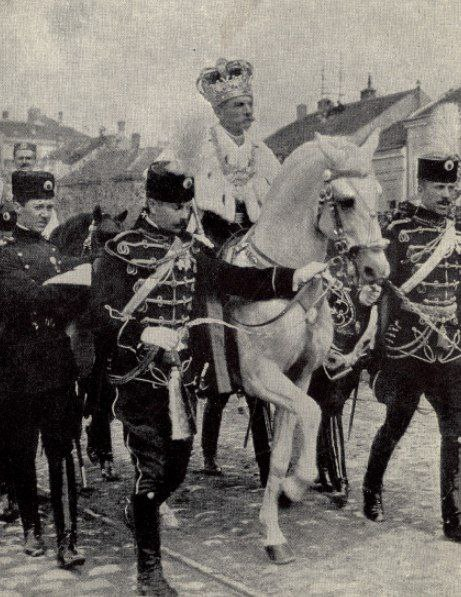
Гвардейцы на коронации Петра I Карагеоргиевича, сентябрь 1904 года

После окончания Первой мировой войны и образования Государства словенцев, хорватов и сербов (позже преобразовано в Королевство сербов, хорватов и словенцев, а в 1934 году в Королевство Югославия) 1 августа 1919 года был сформирован пехотный полк Королевской гвардии. Гвардия была расширена до размеров бригады, поскольку уже существовал целый кавалерийский полк. Гвардия охраняла короля Петра I в его доме на Сеняке и наследника Александра в доме Крсмановича, которые использовались в качестве их временных резиденций до завершения реконструкции комплекса Городских дворцов, также разрушенных во время Первой мировой войны.
В 1929 году был возведён дворцовый комплекс на Дедине, включавший Королевский дворец, Белый дворец и Королевскую часовню Святого Апостола Андрея Первозванного. В черте комплекса находились здания дворцовой стражи и дворцовой жандармерии. Штаб командования гвардии располагался недалеко, прямо на Топчидере.

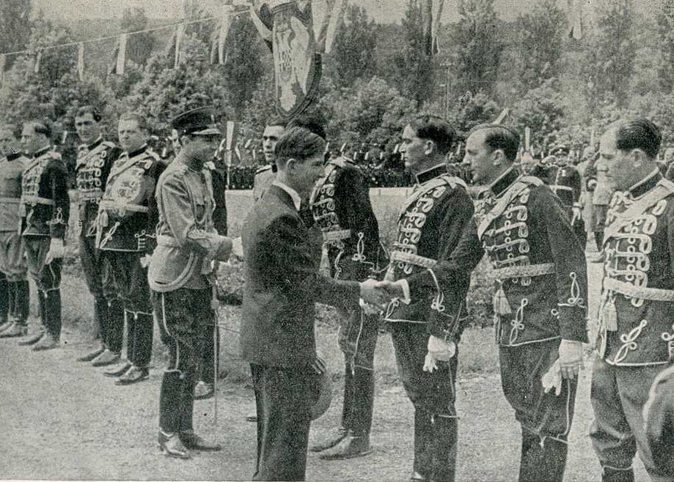
Принц-регент Павел и наследник престола Пётр на праздновании Дня святого Георгия с Королевской гвардией

В 1924 году был сформирован ещё один кавалерийский полк, и таким образом появилась гвардейская кавалерийская бригада. В том же году был образован артиллерийский гвардейский полк, в состав которого вошли одна дивизия (две кавалерийские батареи), один дивизион (две батареи горных орудий) и отделение автотранспорта. В 1928 году сформирована сапёрная рота гвардии.
Строгий отбор в Королевскую гвардию проводили высокопоставленные из 48 воинских формирований на территории Королевства Югославия. В гвардию могли попасть бойцы ростом не менее 172 см. Существовали неписаные правила о национальных квотах в гвардии: так, в соответствии с этими квотами в рядах гвардии оказались около 80 албанцев, а также представители всех черногорских племён. К моменту начала Второй мировой войны Королевская гвардия выросла до размеров дивизии.

### Вторая мировая война
27 марта 1941 года в Югославии произошёл государственный переворот, известный под названием «Мартовский путч», в ходе которого от власти были отстранены принц-регент Павел и Совет министров во главе с Драгишей Цветковичем. Значительную роль в успешной организации переворота сыграли офицеры Королевской гвардии. Наиболее известным из них является майор Живан Кнежевич, который лично арестовал премьер-министра Драгишу Цветковича и начальника генерального штаба Петра Косича, сопроводив их в здание штаба командования ВВС в Земуне, где располагался штаб путчистов. Кнежевич тем же вечером занял со своими людьми и центр Белграда, где находились здания министерств и Главного генерального штаба. Подполковник гвардейцев Стоян Здравкович (серб. Стојан Здравковић) вместе с гвардейским батальоном окружил Королевский дворец. В путче также участвовали ещё два гвардейских батальона: один был под командованием всё того же Кнежевича, другой — под командованием капитана Йонича.
Все остальные офицеры Королевской гвардии во время путча находились в штабе командования на Топчидере: там находились командир гвардии, командиры обоих кавалерийских полков и командир артиллерийского полка. Существовала вероятность, что командир гвардии генерал дивизии Михаило Стайич может нанести контрудар по заговорщикам, но до этого не дошло. Командир кавалерийской бригады, генерал бригады Милутин Жупаневац при посредничестве офицера снабжения при командире Королевской гвардии, майора Милутина Костича, сумел с помощью всего одного кавалерийского полка занять железнодорожные станции Белград-Главный и Дунай.
Во время Апрельской войны 1941 года бойцы Королевской гвардии находились рядом с королём Петром II Карагеоргиевичем вплоть до его эвакуации из Югославии. Вместе с ним 16 апреля страну покинули майор Живан Кнежевич и полковник Стоян Здравкович. Многочисленные офицеры гвардии попали в плен, среди которых был и майор Никола Косич, пробывший всю войну в плену.
Должности командиров кавалерийских полков в годы войны занимали полковник Антон Кокаль и полковник Краус. Кокаль после капитуляции вступил в Словенское домобранство, с дозволения эсэсовцев возглавил организационный штаб пронацистского Словенского корпуса национальной обороны. В мае 1945 года Кокаль был убит югославскими бойцами при попытке бежать в Австрию.
Среди военнослужащих гвардии, которые присоединились к красным партизанам-коммунистам из НОАЮ, были Алекса Радованович (майор, последний из живших участников боёв на Салоникском фронте), Велимир Терзич (позже начальник Главного штаба НОАЮ в Черногории, заместитель командира 5-й Пролетарской Черногорской ударной бригады, генерал-полковник Югославской народной армии и начальник Белградской военной академии) и Иван Хроват (майор, сотрудник Отделение по защите народа и Управления государственной безопасности).

#### Горная королевская гвардия

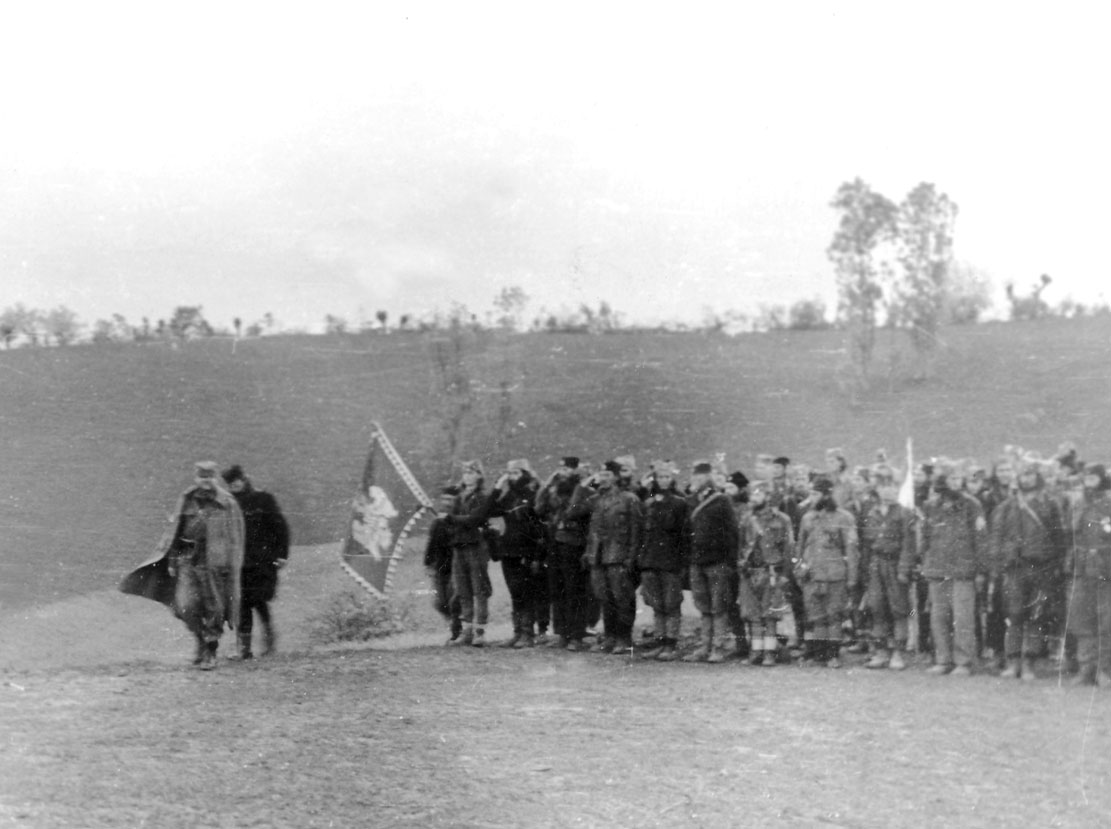
Генерал Драголюб Михаилович и подполковник Никола Калабич на смотре 2-го штурмового корпуса, составленного из бойцов Горной королевской гвардии (Равна гора, весна 1944 года)

Офицеры Королевской гвардии, сумевшие избежать попадания в плен, вступили в ряды Югославских войск на родине — части движения четников. Среди наиболее известных гвардейцев в рядах четников них были командир 1-го Равногорского корпуса капитан Звонимир Вучкович, командир Смедеревского корпуса капитан Живан Лазович, командир Церского корпуса в составе Церско-Маевицкой группы корпусов и 3-го штурмового корпуса в составе 4-й группы штурмовых корпусов майор Воислав Туфегджич, командир Невесиньского корпуса поручик Милорад М. Попович, капитан 1-го класса Владислав Додич и другие.
В 1943 году генерал Драголюб Михаилович сформировал из группы офицеров и солдат корпус Горной гвардии (серб. Корпус Горске гарде), также известный как Опленацкий корпус (серб. Опленачки корпус), Горный штаб 21А (серб. Горски штаб 21А) и как Горная королевская гвардия. Командиром гвардии был назначен подполковник Никола Калабич. С февраля по март 1944 года Горная гвардия отражала натиск немецких войск, действовавших в рамках операции «Облавная охота»: в частности, четники сражались против дивизии «Бранденбург», Сердскбого добровольческого корпуса войск СС и Русского корпуса. В ходе этой операции немцы стремились уничтожить силы Горной королевской гвардии, но потерпели неудачу.
В то же время была сформирована группа корпусов Горной гвардии, составленная из самой Горной королевской гвардии и Космайского корпуса. 27 мая 1944 года три бригады Горной гвардии вошли в состав 2-го штурмового корпуса 4-й группы штурмовых корпусов под командованием майора Драгослава Рачича. После капитуляции Германии и разгрома основной части Югославских войск на родине Горная королевская гвардия фактически прекратила существование.

#### Гвардия Недича
Правительство национального спасения Милана Недича во время войны организовало собственную Сербскую гвардию (серб. Српска гарда), представлявшую собой по структуре пехотную роту и исполнявшую обязанности почётного караула. Её военнослужащие носили гвардейскую униформу типа «миланка» с нашивкой в виде сербского двуглавого орла на красном щите — стилизованного герба Сербии, действовавшего при правительстве Недича. На смену чакширами пришли брюки другого покроя, вместо сапогов в качестве обуви стали использоваться башмаки. Вместо королевской монограммы в качестве эмблемы использовался герб Недичевской Сербии. У офицеров на кокарде был венок.
В октябре 1944 года после взятия Белграда советскими и югославскими войсками гвардия прекратила существование.

## Структура
Воинские звания Королевской гвардии не отличались от воинских званий армии Королевства Сербия или Королевства Югославия.

### Командование
В ведении командования Королевской гвардии находилась санитарная служба, начальником которой с 11 сентября 1925 по 12 марта 1935 года был подполковник медицинской службы Джордже Сибер.

### Оркестр
Оркестр королевской гвардии был основан в 1904 году на основе Белградского военного оркестра. Изначально в оркестре были духовые инструменты, позже туда были добавлены струнные смычковые. Первым дирижёром оркестра стал полковник Станислав Бинички. В 1907 году оркестр официально стал называться Оркестром королевской гвардии.
Под управлением Бинички исполнялись оратория «Семь последних слов Христа» Йозефа Гайдна в большом зале задужбины Илии Коларца в 1907 году, оратория «Сотворение мира» Йозефа Гайдна в Национальном театре Белграда в 1908 году и Симфонию № 9 Людвига ван Бетховена в 1910 году. Оркестр выступал в Скопье в 1906 году, в Нови-Саде в 1907 году и в Одессе в 1911 году.
В годы Первой мировой войны оркестр выступал с концертами на острове Корфу и в Салониках, участвовал в благотворительных мероприятиях в поддержку беженцев. Он выступал перед сербскими военными и военными стран-союзниц, перед ранеными и семьями погибших, а также перед представителями Красного Креста. В 1916 году он гастролировал по Франции. В 1920 году дирижёром и художественным руководителем стал Драгутин Покорни. В составе оркестра выступал тамбур-мажор и капельмейстер Воислав Роглич.

## Униформа

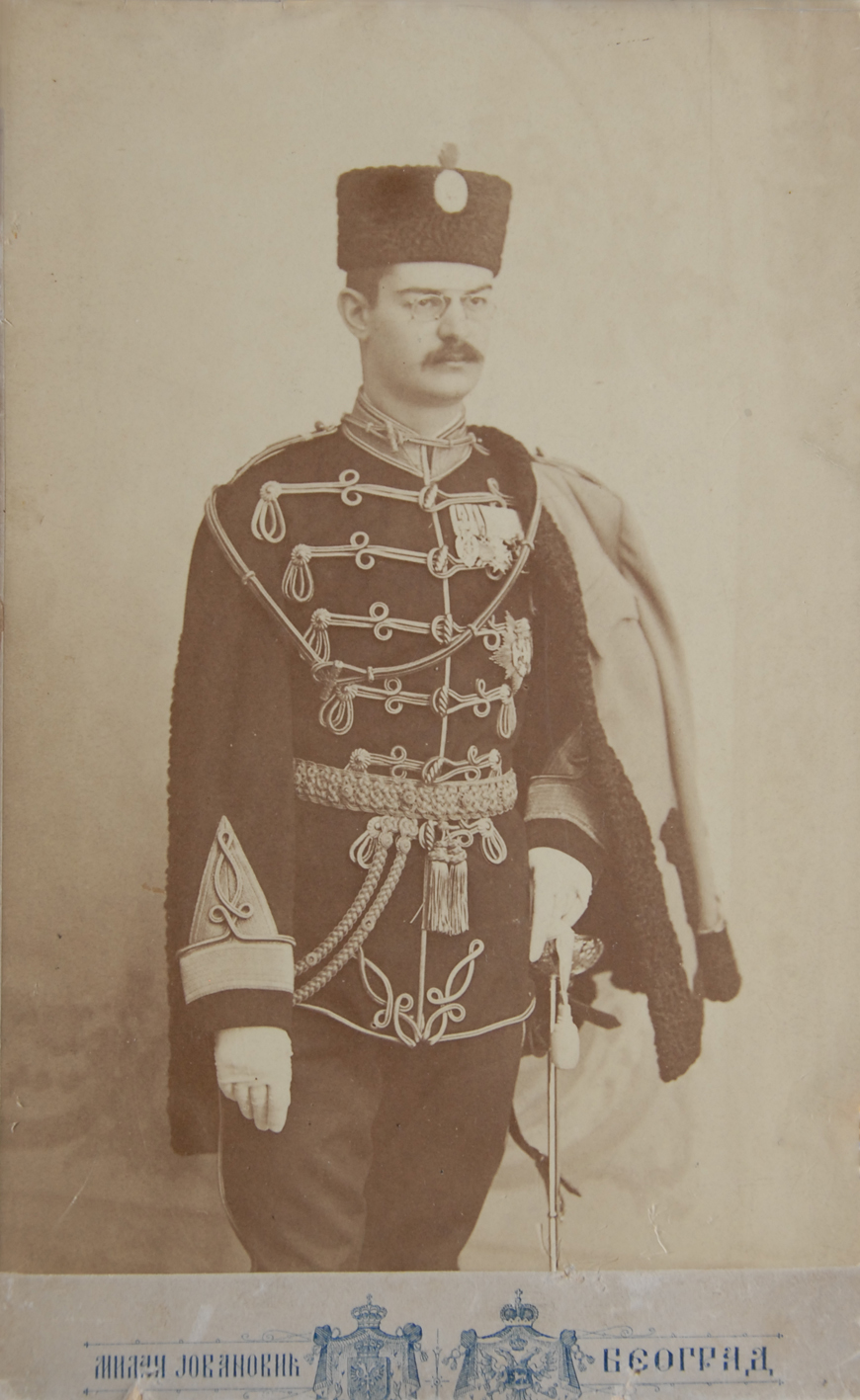
Король Александр Обренович в гвардейской форме, 1903 год

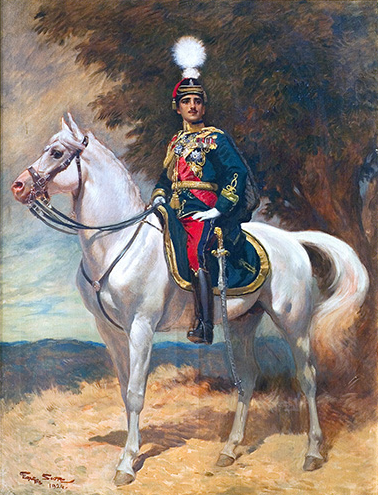
Жорж Бертен Скотт. «Портрет короля Александра I Карагеоргиевича в униформе кавалерийского полковника Королевской гвардии». 1924 год. Один портрет находится в Доме гвардии в Топчидере, другой — в Дворцовом комплексе на Дедине

Первый образец гвардейской униформы появился в 1859 году и стал известен под названием «душанка». В истории гвардии были варианты униформы для кавалеристов и пехотинцев, однако до 1901 года, когда была сформирована первая гвардейская пехотная часть, существовала только кавалерийская униформа.
Кавалерийская гвардейская униформа с момента принятия не претерпела особых изменений. В её состав входили парадный мундир гусарского покроя, известный под названием «аттила», чакширы, полевой мундир типа «миланка», чёрные лакированные сапоги, колпак, шарф, сабля, лядунка и белые перчатки. С 1896 года элементом униформы являлась также долама. Парадный мундир — зелёного цвета с шестью горизонтальными золотыми шнурами и золотыми розетками. Колпак — из чёрного астрагона с золотой тесьмой, с кокардой на лицевой стороне и красной отделкой. Кокарда имела овальную форму и была раскрашена в национальные цвета (белая кайма, синий слой за каймой и красный центр). У офицеров, помимо кокарды, на униформе изображалась королевская монограмма. С 1904 года кокарду окончательно заменили королевской монограммой, добавив плюмаж (длиннее у офицеров, короче у унтер-офицеров). Тем самым подчёркивалась особая роль гвардейской службы — службы государю. Шарф был синего цвета, долама — также синего, с прорезными карманами и золотыми погонами. Чакширы — красного цвета, с золотым шнуром по швам сбоку, одинаковые для всех чинов гвардии. В 1901 году после образования пехотной роты у пехотинцев появился светло-серый мундир «аттила».
В соответствии с распоряжением от 2 марта 1922 года в униформу унтер-офицеров и офицеров Королевской гвардии были включены нож, сабля, пояс, каяс и кинжал. Нож и сабля подпоясывались под «аттилой» и «миланкой» в случаях, если бойцы не носили с собой винтовку, а кавалеристы подпоясывали саблю под шинелью и доламой. Парадную пехотную униформу типа «аттила» заменили на «миланку» в соответствии с «Распоряжением об униформе сухопутных войск» (серб. Уредба о одећи сувоземне војске) 1924 года. В ноябре того же года был образован артиллерийский полк, военнослужащие которого носили мундиры типа «миланка» коричневого цвета. В 1933 году было принято «Распоряжение об униформе Королевской гвардии» (серб. Уредба о одећи Краљеве гарде), в котором было прописано описание униформы и правила её ношения. Там же была формально определена и униформа гвардейцев из артиллерийского полка.
Вместо эполет офицеры Королевской гвардии носили четверной золотой шнур со звёздами, которые обозначали звание. Высшие офицеры носили эти шнуры на обоих рукавах, унтер-офицеры — на плечах (жёлтые шерстяные шнуры). Члены династий Обреновичей и Карагеоргиевичей часто носили гвардейские униформы (чаще всего в звании полковника) на государственных мероприятиях и при появлении на публике. Так, её иногда носили короли Милан Обренович и Александр Обренович, чаще всего носил Александр I Карагеоргиевич, а князь Павел Карагеоргиевич носил её на своей свадьбе в 1923 году.

## Здания

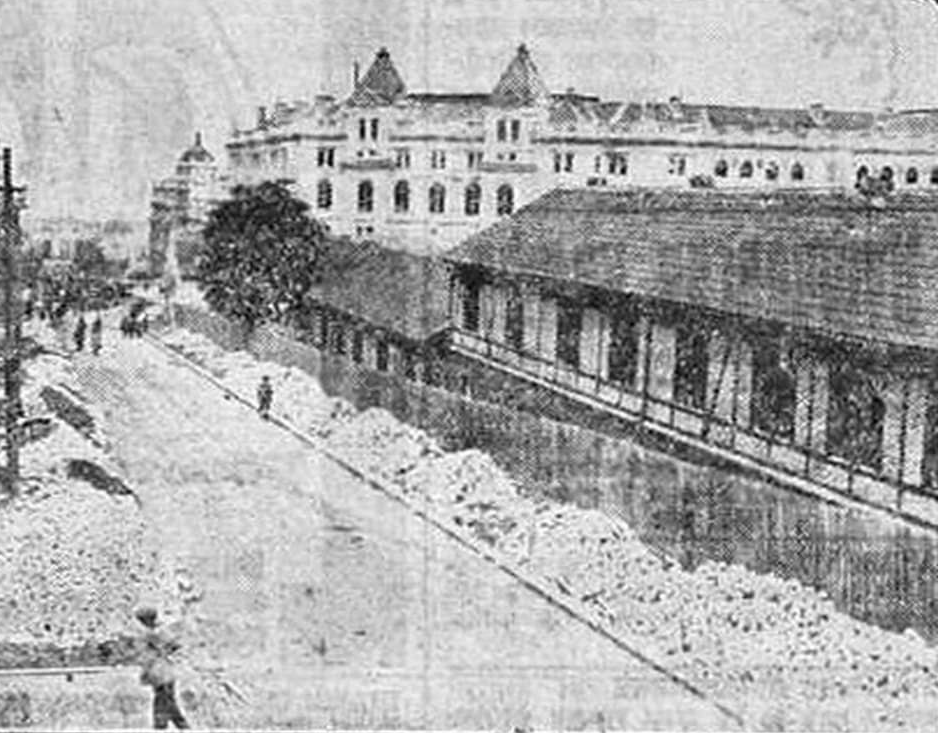
Бараки 1-го кавалерийского полка Королевской гвардии на Неманина улица (Савски-Венац), непосредственно перед разрушением в 1933 году. На заднем плане видна Казарма 7-го пехотного полка

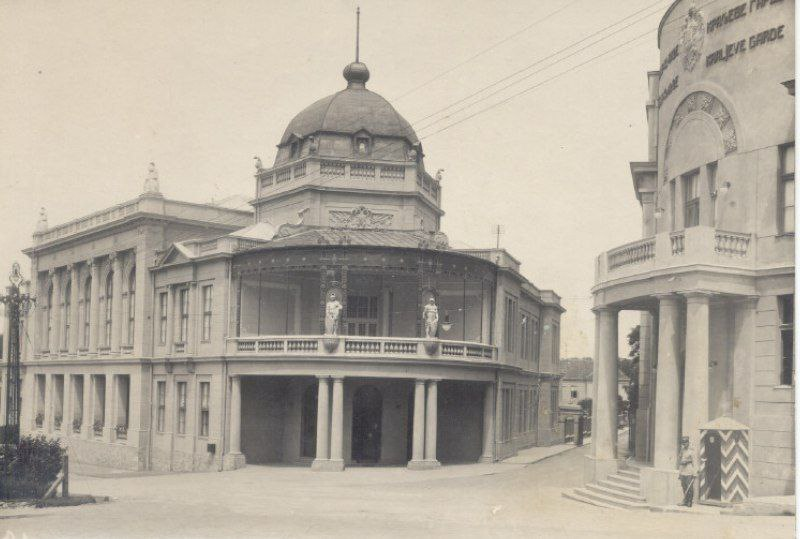
Дом сербской гвардии в Топчидере и Штаб командования Королевской гвардии в Топчидере

### Манеж
Около 1860 года в Белграде началось сооружение военного комплекса в районе, ограниченном улицами короля Милана, Неманиной, Ресавской и Светозара Марковича. Вдоль улицы короля Милана был возведён манеж — кавалерийская школа для гвардейцев. Он представлял собой одноэтажное здание с выступающими пилястрами, а на южной стороне над входом располагались рельефы в виде двух лошадиных голов. Манеж несколько раз перестраивался, а в настоящее время в нём находится Югославский драматический театр.
Вдоль Неманиной улицы до 1933 года находились казармы 1-го кавалерийского полка гвардии, которые было решено снести для расширения улицы. На месте внутренней части военного комплекса ныне находится парк Манеж, обустройство которого было предусмотрено генеральным планом общего устройства города Белграда от 1923 года.

### Гвардейский комплекс в Топчидере
Для нужд Королевской гвардии в Топчидере в 1926 году было выстроено здание, выдержанное в академическом стиле, которое в настоящее время является частью Репрезентативных объектов Гвардии Сербии.

## Структура командования

### Командиры Королевской гвардии
| Изображение                                       | Имя                                           | Звание                                                    | Начало               | Окончание            |
| Карагеоргиева Сербия                              | Карагеоргиева Сербия                          | Карагеоргиева Сербия                                      | Карагеоргиева Сербия | Карагеоргиева Сербия |
| ------------------------------------------------- | --------------------------------------------- | --------------------------------------------------------- | -------------------- | -------------------- |
|                                                   | Петар Йокич                                   | Булюкбаша личной охраны вождя Карагеоргия                 |                      |                      |
| Армия Княжества Сербия и Армия Королевства Сербия |                                               |                                                           |                      |                      |
|                                                   | Тома Вучич Перишич                            |                                                           | 1830                 | 1831                 |
|                                                   | Константин Хранисавлевич                      | Капитан, командир княжеско-гвардейского конного эскадрона | 1832                 | 1834                 |
|                                                   | Княжич Михаил Обренович                       | Начальник конной гвардии                                  | 1834                 |                      |
|                                                   | Коста Янкович (серб. Коста Јанковић)          | Лейтенант                                                 | 25 июля 1864         |                      |
|                                                   | Цветко Павлович (серб. Цветко Павловић)       | Капитан                                                   |                      |                      |
|                                                   | Любомир Христич                               |                                                           |                      |                      |
|                                                   | Лазар Д. Лазаревич                            |                                                           | 1881                 | 1885                 |
|                                                   | Михайло Кумрийич (серб. Михајло Кумријић)     | Капитан 2-го класса                                       | 1885                 | 1892                 |
|                                                   | Александр Константинович                      | Полковник                                                 | 1892                 | 1900                 |
|                                                   | Воислав М. Петрович (Блазнавац)               | Майор                                                     | 1901                 | 1903                 |
|                                                   | Витомир Христич (серб. Витомир Христић)       | Майор                                                     | 1903                 | 1905                 |
|                                                   | Миливое Анджелкович-Кайафа                    | Майор                                                     | 1905                 | 1906                 |
|                                                   | Милан Дунич (серб. Милан Дунић)               | Майор                                                     | 1906                 | 1907                 |
|                                                   | Джурдже Йосифович                             | Подполковник                                              | 1907                 | 1913                 |
|                                                   | Петар Живкович                                | Полковник                                                 | 1917                 | 1918                 |
| Югославская королевская армия                     |                                               |                                                           |                      |                      |
|                                                   | Петар Живкович                                | Полковник, далее генерал армии                            | 1918                 | 1934                 |
|                                                   | Ратко Ракетич                                 | Генерал бригады                                           | 1934                 | 1936                 |
|                                                   | Александр Станкович                           | Генерал дивизии                                           | 1936                 | 1940                 |
|                                                   | Михаило Стайич                                | Генерал дивизии                                           | 23 октября 1940      | 27 марта 1941        |
| Югославская армия на родине                       |                                               |                                                           |                      |                      |
|                                                   | Драгослав Павлович (серб. Драгослав Павловић) | Подполковник, командир Горной королевской гвардии         | 1 ноября 1941        | 1943                 |
|                                                   | Никола Калабич                                | Подполковник, командир Горной королевской гвардии         | 1943                 | 1946                 |

### Начальники штаба Королевской гвардии
| Изображение | Имя                                   | Звание                          | Начало         | Окончание       |
| ----------- | ------------------------------------- | ------------------------------- | -------------- | --------------- |
|             | Лазар Р. Тонич (серб. Лазар Р. Тонић) | подполковник Генерального штаба | 1924           |                 |
|             | Владимир Цукавац                      | полковник                       | 27 апреля 1926 | февраль 1927    |
|             | Драголюб Михаилович                   | подполковник                    |                | 14 февраля 1935 |

## Галерея

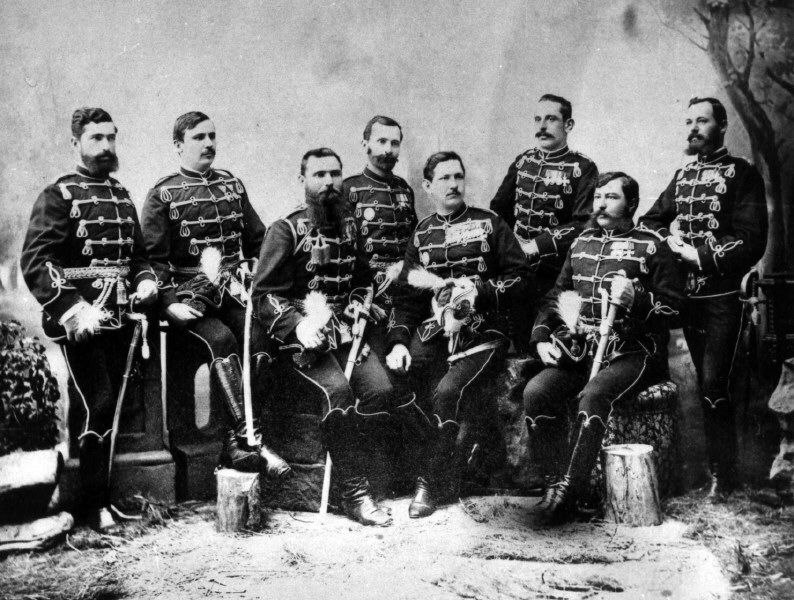
Офицеры Королевской гвардии, 1887 год
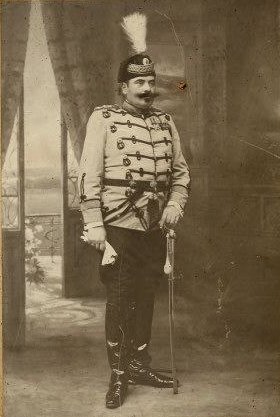
Майор пехоты Любомир Костич, командир роты Королевской гвардии, 1904 год
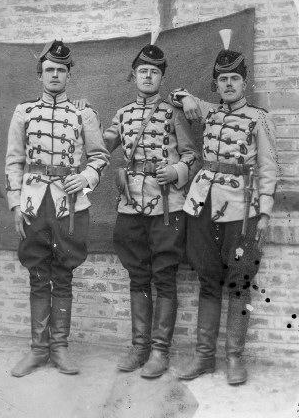
Королевские гвардейцы в Белграде, 1920 год
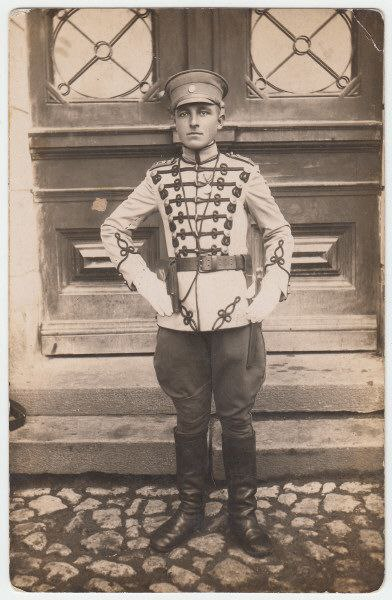
Пеший офицер Королевской гвардии в парадной униформе, 1925 год
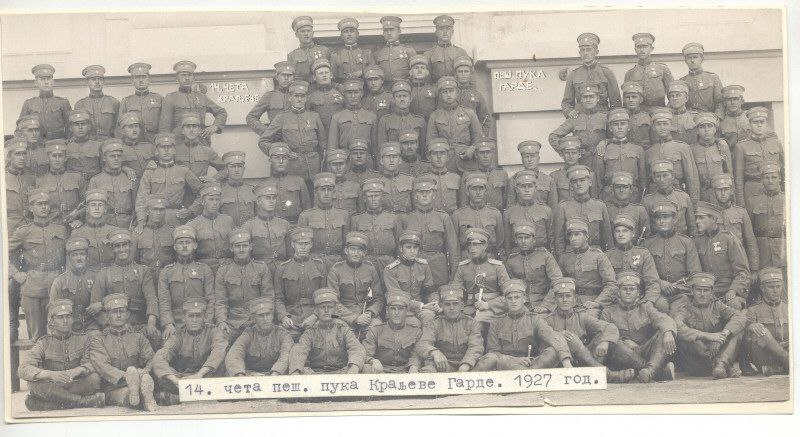
XIV рота пехотного полка Королевской гвардии, 1927 год
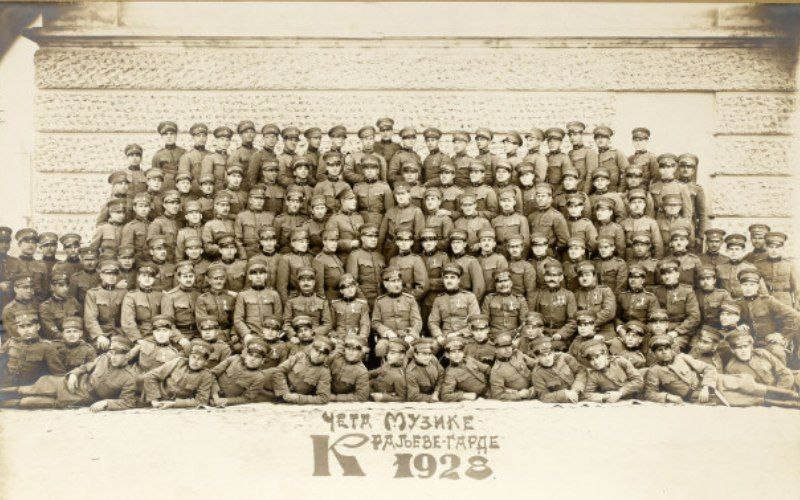
Рота оркестра Королевской гвардии[серб.], 1928 год
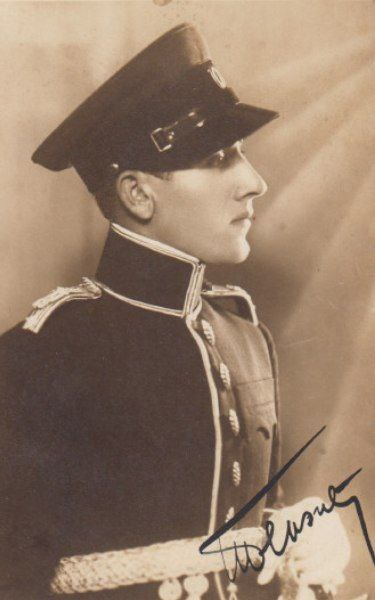
Лейтенант артиллерии Велимир Терзич в рядах Королевской гвардии, 1934 год
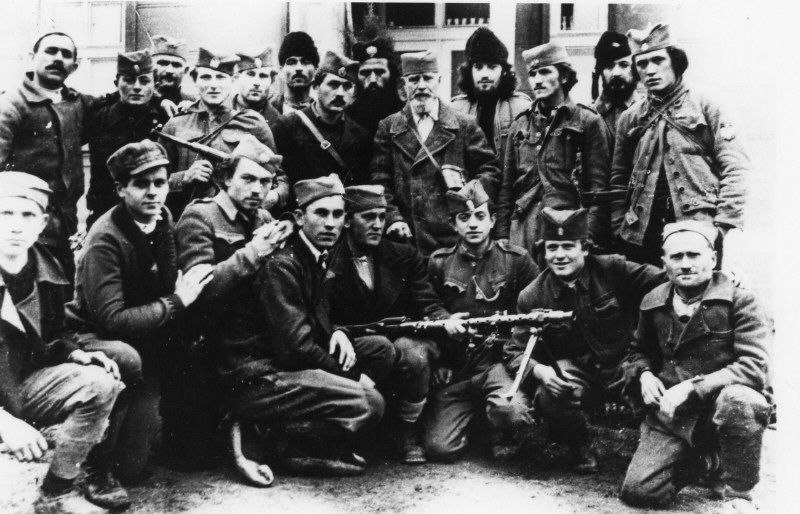
Секретарь Центрального национального комитета Королевства Югославия[серб.] академик Драгиша Васич, и бойцы Горной королевской гвардии, 1943 год
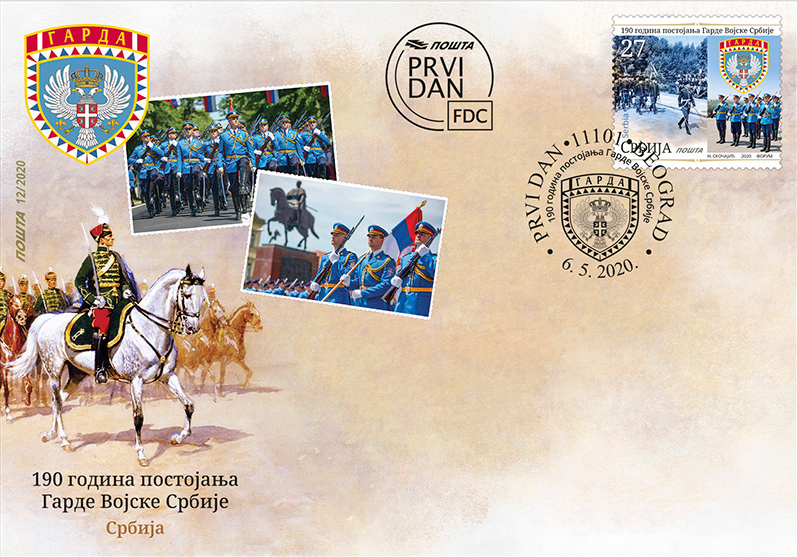
Конверт первого дня Почты Сербии, выпущенный в 2020 году по случаю 190-летия со дня образования Гвардии Сербии
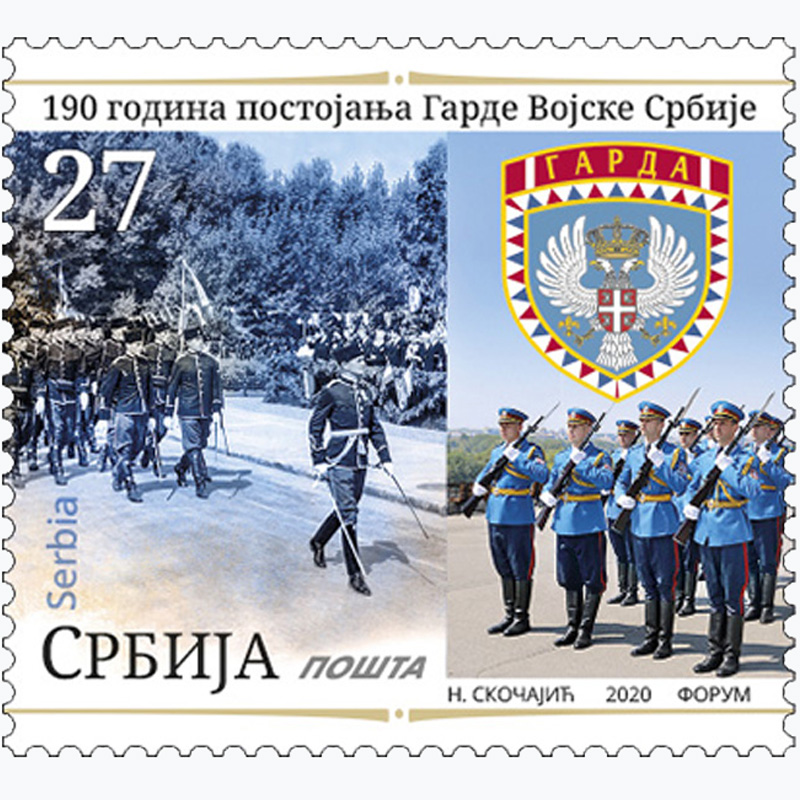
Почтовая марка, выпущенная в 2020 году по случаю 190-летия со дня образования Гвардии Сербии